# Ключик Євгеній Сергійович
Євгеній Сергійович Ключик (нар. 3 серпня 1994, Запоріжжя) — український футболіст, півзахисник.

## Біографія
Вихованець ДЮСШ запорізького «Металурга». З 2009 по 2011 рік провів у цілому 20 матчів (2 голи) у чемпіонаті ДЮФЛ.
На початку 2012 року мав дебютувати в професіональному футболі у складі фарм-клуба запорожців «Металург-2», але був переведений у юніорську (U-19) команду «Металурга», де у цілому провів 20 матчів. 27 липня 2014 року дебютував і за молодіжний (U-21) склад, де провів 12 матчів (1 гол).
Дебютував в основному складі «Металурга» у Прем'єр-лізі Євгеній 29 листопада 2015 року у матчі з луцькою «Волинь», програному запоріжцями з рахунком 1:9, невдовзі після чого «Металург» знявся з чемпіонату.
5 квітня 2016 року разом з одноклубниками із Запоріжжя Максимом Бабійчуком та Єгором Демченком підписав контракт із чернівецькою «Буковиною». Проте вже в літнє міжсезоння розірвав контракт. У липні того ж року став гравцем «Ниви» (Вінниця), але вже наприкінці 2016 року залишив команду.

## Статистика
| Клуб                 | Ліга         | Сезон   | Чемпіонат | Чемпіонат | Кубок | Кубок | Дубль | Дубль |
| Клуб                 | Ліга         | Сезон   | Ігри      | Голи      | Ігри  | Голи  | Ігри  | Голи  |
| -------------------- | ------------ | ------- | --------- | --------- | ----- | ----- | ----- | ----- |
| Металург (Запоріжжя) | Прем'єр-ліга | 2012/13 |           |           |       |       | 16    | 0     |
| Металург (Запоріжжя) | Прем'єр-ліга | 2013/14 |           |           |       |       | 4     | 0     |
| Металург (Запоріжжя) | Прем'єр-ліга | 2014/15 |           |           |       |       | 8     | 1     |
| Металург (Запоріжжя) | Прем'єр-ліга | 2015/16 | 1         | 0         |       |       | 4     | 0     |
| Буковина (Чернівці)  | Друга ліга   | 2015/16 | 2         | 0         |       |       |       |       |
| Нива (Вінниця)       | Друга ліга   | 2016/17 | 7         | 0         | 2     | 0     |       |       |

## Сім'я
Батько — Сергій Леонідович Ключик, дід — Леонід Семенович Ключик.